# Nikolinac
Nikolinac (cyr. Николинац) – wieś w Serbii, w okręgu zajeczarskim, w gminie Sokobanja. W 2011 roku liczyła 308 mieszkańców.